# Alfred Dizy
Alfred Dizy, né le 10 novembre 1907 à Vrely (Somme) et mort le 2 août 1943 à Amiens, était un résistant français membre du Front national et FTP.

## Biographie
Alfred Dizy est un ouvrier agricole de Morlancourt (Somme), qui, pendant la Seconde Guerre mondiale, participe activement à la Résistance dans le département de la Somme à partir de 1941. Recherché par les polices française et allemande, il vivait dans la clandestinité. Membre du Front national d'obédience communiste, il devient chef d'un groupe de FTP dénommé le « Groupe Michel », dont le chef de section est Jules Bridoux, alias Michel. Alfred Dizy filé par la Gestapo est arrêté fin avril 1943, dans le quartier Saint-Roch à Amiens. Au total, onze membres du groupe sont arrêtés soit par la gendarmerie ou la police françaises, soit par la Gestapo. Ils sont déférés devant le Tribunal militaire allemand d'Amiens, pour avoir commis une série d'attentats entre février et avril 1943 visant les forces armées allemandes :
- le 14 février 1943, déraillement d'une locomotive à Montières (Amiens);
- le 18 février, déboulonnement des voies à Thézy-Glimont provoquant le déraillement de deux locomotives et d'un train de marchandises;
- le 8 mars, déraillement d'un train à Aveluy occasionnant d'importants dégâts;
- le 18 mars, déboulonnement d'un rail à Fontaine-sur-Somme provoquant le déraillement d'un train de marchandises;
- le 16 avril 1943, déraillement d'un train à Hangest-sur-Somme qui provoqua officiellement la mort de 25 Allemands et en blessa grièvement 50 ; pour ne citer que les attentats auxquels Dizy avait participé en personne.

En tout le « Groupe Michel » a commis une douzaine d'attentats pendant cette période.
Le Tribunal militaire allemand condamne tous les membres du groupe arrêtés à la peine de mort ; ils sont fusillés le 2 août 1943 dans les fossés de la Citadelle d'Amiens.

## Membres du «Groupe Michel» exécutés le 2 août 1943
Certaines condamnations à mort ont été commuées en déportation par l'occupant après intervention de leur avocat, Maître Jean Mahiu, mais, un nouveau déraillement de train ayant été perpétré par la Résistance, à Fontaine-sur-Somme, les Allemands reviennent  sur leur décision. Tous les condamnés sont donc exécutés le 2 août 1943.
- Alfred Dizy, ouvrier agricole, domicilié à Morlancourt (36 ans)
- Georges Debailly, ouvrier brasseur, domicilié  à Longueau (19 ans)
- Charles Lemaire, monteur en cycles, domicilié  à Amiens (17 ans)
- Ernest Lesec, lieutenant de la marine marchande, domicilié à Mers-les-Bains (25 ans)
- Louis Martin, instituteur, domicilié à Eu (25 ans)
- Jules Mopin, verrier, domicilié à Mers-les-Bains (22 ans)
- Paul Moreau, instituteur, domicilié à Eu (23 ans)
- Maurice Robbe, électricien, domicilié à Rosières-en-Santerre (21 ans)
- Maurice Seigneurgens, ajusteur, domicilié à Villers-Bretonneux (24 ans)
- Henri Wilgos, ajusteur, domicilié à Albert (20 ans)
- Jacques Wilgos, tourneur, domicilié à Albert (18 ans)[3].

## Hommage posthume
- Vrély : une rue du village porte le nom de rue Alfred Dizy, Son nom est inscrit sur le monument aux morts[5].
- Morlancourt, une plaque à la mémoire d'Alfred Dizy a été déposée au pied du monument aux morts.

## Pour approfondir